# Theodor Aerts
Theodor Aerts MSC (* 11. Dezember 1931 in Hasselt, Belgien; † 21. April 2014 in Antwerpen, Belgien) war ein belgischer Bibel- und Religionswissenschaftler und Kulturanthropologe.

## Leben
1953 legte er die ersten zeitlichen Gelübde als Herz-Jesu-Missionar ab. Von 1955 bis 1960 studierte er Theologie am Angelicum (1960 Lizentiat und 1962 Doktorat). Von 1970 bis 1996 lehrte er als Seminar-Professor für Exegese des NT am Holy Spirit Seminary in Bomana, Port Moresby. Er beschäftigte sich mit ökumenischen Fragen, Anthropologie und Lokalgeschichte.

## Schriften (Auswahl)
- A la suite de Jésus. Le Verbe „akolouthein“ dans la tradition synoptique, Leuven: Ed. J. Duculot, 1967, OCLC 4893478.
- Baibel: God i wokabout want aim ol Isrel. Alexishafen-Madang: National Liturgical Catechetical Centre, 1979.
- The Pidgin Bible. Special presentation for Bible Sunday. Goroka: Liturgical Catechetical Institute, 1980.
- mit Karl Hesse: Baining Life and Lore, Institute of Papua New Guinea Studies: Port Moresby, 1982.
- Bomana 1962–1982. The First 20 Years of the De Boismenu College, Bomana, 1982.
- Fifteen Myths of Origin from Papua New Guinea. Bomana, Holy Spirit Seminary, 1987.
- A Bible for Papua New Guinea. Goroka: Liturgies and Catechetical Institute 1989.
- Catalogue: A Bible for Papua New Guinea. Exhibition at the National Museum and Art Gallery, 24th August – 29th September 1989, Port Moresby.
- Romans and Anglicans in Papua New Guinea. Goroka: Liturgical Catechetical Institute, 1991.
- Why Do Catholics Have a Different Bible? Goroka: Liturgical Catechetical Institute, 1989.
- [Pseudonym: Teike van Lancker] The Peace and the Mercy of God (Biblical Jokes). Manila: SCC Chevalier Center, 1991.
- mit P. Ramsden: Studies and Statements on Romans and Anglicans in Papua New Guinea, Part I Port Moresby, 1995, 46 pp. & Part II. Port Moresby, 1995, 52 pp. & Part III, Port Moresby, 1996
- Traditional Religion in Melanesia, University Press of Papua New Guinea, Port Moresby 1998, ISBN 9980-84-068-4.
- Christianity in Melanesia, University Press of Papua New Guinea, Port Moresby 1998, ISBN 9980-84-069-2.
- O.-L.-Vrouw van het H. Hart: theologische verschuivingen en iconografische variaties, Borgerhout/Antwerpen 1999
- De oudste bewoonster van Brasschaat onderzoekingen naar het begin van een devotie, en naar de oorsprong van een oud Mariabeeld, Borgerhout, 2000
- O.-L.-Vrouw van het H. Hart geschiedenis, afbeeldingen, inhoud, Borgerhout, 2000
- Feresne langs de heirbaan een Romeinse nederzetting tussen Tongeren en Nijmegen, Borgerhout, 2003, OCLC 1399941162.
- De viergodensteen van Stokkem, Dilsen-Stokkem De Wissen, 2004, OCLC 1399717743.
- Lanklaar: de kapel en de kerken, haar kapelletjes, kruisen en beelden, Borgerhout, 2004, OCLC 1113746275.
- Oude verhalen … betoverend! Herselt Gemeentebestuur, 2004, OCLC 902147196.
- Os plat (Centraal Limburgs), een Lanklaars leesboek met enkele taalstudies. Borgerhout, 2006, OCLC 901232655.
- Lanklaar: de pastoors, geestelijken en kloosterlingen. Borgerhout 2007.